# رجل المطر (فلم)
رجل المطر (بالإنجليزية: Rain Man راين مان) هو فيلم درامي من إنتاج عام 1988 مقتبس من قصة حقيقية عن الامريكى Kim Peek ذو القدرات العقلية الاستثنائية والمصاب بالتوحد في نفس الوقت، يتحدث الفيلم عن أخوين، الكبير (دستين هوفمان) مصاب بالتوحد أما الأصغر سناً فهو شاب في مقتبل العمر ويمثل دوره الممثل توم كروز.
تبدأ القصة عندما يموت والدهما، فيكتشف توم كروز أن له شريكا ً بالميراث. فاز الفيلم بأربع جوائز أوسكار في الحفل 61، وهي جائزة أفضل فيلم، وجائزة أفضل مخرج سينمائي، وجائزة أفضل نص سينمائي أصلي، وجائزة أفضل ممثل لهوفمان. كما رشح لأربع جوائز أخرى. كتابة ser8

## وصلات خارجية
- مقالات تستعمل روابط فنية بلا صلة مع ويكي بيانات

| سبقه الإمبراطور الأخير | أوسكار - أفضل فيلم 1988 | تبعه توصيل الأنسة دايزي |